# Мухамед I ел Мустаншир
Мухамед I ел Мустаншир (Абу Абд Мухамед ел Мустаншир ибн Јахја; 1228-1277) је био други владар династије Хафсида у Ифрикији и први који је носио титулу калифа. Са француским краљем Лујом IX склопио је споразум о окончању Осмог крсташког рата. Био је вазал Краљевине Сицилије, али је отказао послушност када је Манфред Сицилијански збацио Конрадина са престола.

## Биографија
Мамелучки султан Бајбарс нападао је преостале крсташке државе у Сирији. Бајбарс се користио сукобима Венеције и Ђенове (1256—1260), познатих као Рат Сен Сабас, да освоји градове као што су Назарет, Хаифа, Торон и Арсуф. Иго III од Кипра, титуларни краљ Јерусалима, бранио је Акру од муслиманских напада док је Бајбарс пустошио све до Јерменије која је у то време била под контролом Монгола. Ово су разлози због којих је француски краљ Луј отпочео са проповедањем новог крсташког рата 1267. године. Његов претходни поход на Египат завршен је потпуним неуспехом. Луј је убедио и свога брата, Карла I, владара Напуља и Сицилије, да учествује у Осмом крсташком рату. Карло је први напао Тунис како би створио јаку базу за напад на Египат. Луј је памтио негативна искуства Ричарда Лављег Срца у Трећем, крсташа у Петом и своје искуство из Седмог крсташког рата. У Петом и Седмом крсташком рату хришћани су поражени у самом Египту те је Луј желео формирати базу из које би непрестано могао обнављати нападе. Мухамед ел Мустаншир, владар Туниса, био је спреман на преговоре. Био је повезан са хришћанским владарима у Шпанији. Карло је позвао у Африку свога брата Луја. Лујев долазак у Тунис 1270. године означио је почетак Осмог крсташког рата. Јула те године Луј се искрцао на афричку обалу. Већи део његове војске се разболео због лоше воде за пиће. Сам Луј је умро од болести дан након доласка Карла. Његова последња реч била је "Јерусалим". Лујев син, Филип III, проглашен је наследником, али је због његове младости команду преузео Карло. 
Опсада Туниса прекинута је 30. октобра склапањем договора са Ел Мустанширом. Хришћани су добили право на слободну трговину у Тунису и пребивалиште за хришћанске свештенике и монахе у граду. Поход је тако, бар делимично, био успешан. Када је сазнао да се Лујеви војници повлаче из Туниса, Бајбарс је одустао од плана да пошаље Мустанширу војску у помоћ. 